# Rrröööaaarrr
Albums de Voivod
War and Pain
(1984) Killing Technology
(1987)
Rrröööaaarrr est le deuxième album studio du groupe de thrash metal canadien Voivod. L'album est sorti le 14 mars 1986 sous le label Noise Records.

## Musiciens
- Denis Bélanger : chant
- Denis D'Amour : guitare
- Jean-Yves Thériault : basse
- Michel Langevin : batterie

## Liste des morceaux
1. Korgüll the Exterminator - 4:57
2. Fuck Off and Die - 3:37
3. Slaughter in a Grave - 4:07
4. Ripping Headaches - 3:14
5. Horror - 4:13
6. Thrashing Rage - 4:35
7. The Helldriver - 3:45
8. Build Your Weapons - 4:46
9. To the Death - 5:12